# Sông Regnitz
Regnitz là một con sông ở vùng Franken, Bayern, Đức. Nó là một sông nhánh bên trái của sông Main và dài khoảng 58 km.
Sông này được hình thành là do sông Rednitz và sông Pegnitz nhập lại ở thành phố Fürth. Từ đó sông Regnitz chảy về hướng bắc qua các thành phố Erlangen và Forchheim. Cuối cùng nó chảy vào sông Main gần thành phố Bamberg.
Một vài phần nhỏ của sông Regnitz gần Bamberg hợp thành một con kinh đào mà nối sông Main với Donau: Kênh đào Rhein-Main-Donau, mà chảy hầu như song song từ Bamberg tới Fürth.